# Bajo el toldo, playa de Zarauz
Bajo el toldo, playa de Zarauz es un cuadro del pintor español Joaquín Sorolla. Está realizado en óleo sobre lienzo, y tiene un tamaño de 99 x 126 cm. Se encuentra en el Museo Sorolla, en Madrid. 
En el cuadro se muestra la familia Sorolla bajo un toldo, con vestidos elegantes.